# 6000 km di paura
6000 km di paura è un film del 1978, diretto da Bitto Albertini.

## Trama
Il più anziano Paul Stark e il giovane Joe Massi, due piloti di rally, sono rivali in gara ma non solo: Paul scopre infatti che tra sua moglie Sandra e Joe c'è del tenero. In un Safari Rally in Kenya i due, compagni di squadra, sono in lizza per la leadership. Paul non ci sta e tenta di boicottare la gara del secondo che, nonostante questo, partecipa comunque. Tuttavia, non vince perché, vedendo Paul coinvolto in un tragico incidente, gli corre in aiuto.

## Curiosità
Il film fu presentato nel 1978 dall'attrice Olga Bisera, per l'occasione vestita con tuta ignifuga da rally, a Domenica In, condotta dal suo ideatore Corrado.